# Carvetii

Ungefähre Ausdehnung der Carvetii

Die Carvetii waren ein keltischer Stamm und Civitas des römischen Britanniens in den heutigen Grafschaften Cumbria und Nord-Lancashire in Nordwestengland. Sie werden weder in Ptolemäus Geographia noch in irgendeinem anderen klassischem Text erwähnt, sondern sind nur von Inschriften in Penrith und Temple Sowerby in Cumbria bekannt. Man nimmt an, dass ihre Hauptstadt Luguvalium, das heutige Carlisle, gewesen ist. Die Vermutung beruht auf der Tatsache, dass Luguvalium die einzige bekannte Stadt in der Gegend ist, die über eine Stadtmauer verfügte.
Sie könnten Teil der Konföderation der benachbarten Briganten gewesen sein.